# Scott Beaumont
Pour les articles homonymes, voir Beaumont.
Scott Beaumont (né le 2 juin 1978 à Droitwich Spa) est un coureur cycliste britannique, spécialiste du BMX et du VTT.

## Biographie
Scott Beaumont commence le cyclisme en pratiquant le BMX dès quatre ans. Dans les catégories de jeune, il remporte plusieurs titres nationaux et est champion du monde de BMX en 1995 et 1996.
C'est en 1996 qu'il commence à pratiquer le VTT. La nouvelle discipline du dual slalom vient d'être créée, et les équipes de VTT sont à la recherche de coureurs de BMX expérimentés pour faire la transition vers la nouvelle discipline. Lorsque le dual-slalom est remplacé par le four-cross, il continue à s'illustrer dans cette dernière. 
Il reste une figure de premier plan sur la scène britannique du VTT, remportant le championnat national de four cross à neuf reprises entre 2008 et 2018.

## Palmarès en VTT

### Coupe du monde
- Coupe du monde de dual-slalom
  - 1998 : 5e du classement général, deux podiums
  - 1999 : 9e du classement général
  - 2000 : 5e du classement général, deux podiums
  - 2001 : 7e du classement général, un podium

- Coupe du monde de four-cross
  - 2003 : 8e du classement général, un podium
  - 2007 : 8e du classement général, un podium

- Coupe du monde de descente
  - 2006 : 7e du classement général

### Championnats d'Europe
- Livigno 2001
  -  Médaillé de bronze du dual slalom
- Stollberg/Erzgeb. 2006
  -  Médaillé d'argent du four cross

### Championnats de Grande-Bretagne
- Champion de Grande-Bretagne de four cross (9) : 2008, 2009, 2012, 2013, 2014, 2015, 2016, 2017 et 2018

## Palmarès en BMX

### Championnats du monde
- Bogota 1995
  -  Champion du monde de BMX cruiser 17 ans
- Brighton 1996
  -  Champion du monde de BMX cruiser juniors